# Forte Ardietti
Forte Ardietti (Werk VI) è un forte austriaco sito al confine tra il comune di Peschiera del Garda e quello di Ponti sul Mincio, costruito tra il 1856 e il 1861 sul modello architettonico di Forte San Michele di Verona.
Il forte è tutt'oggi conservato integralmente e si trova in buone condizioni.

## Collegamenti esterni

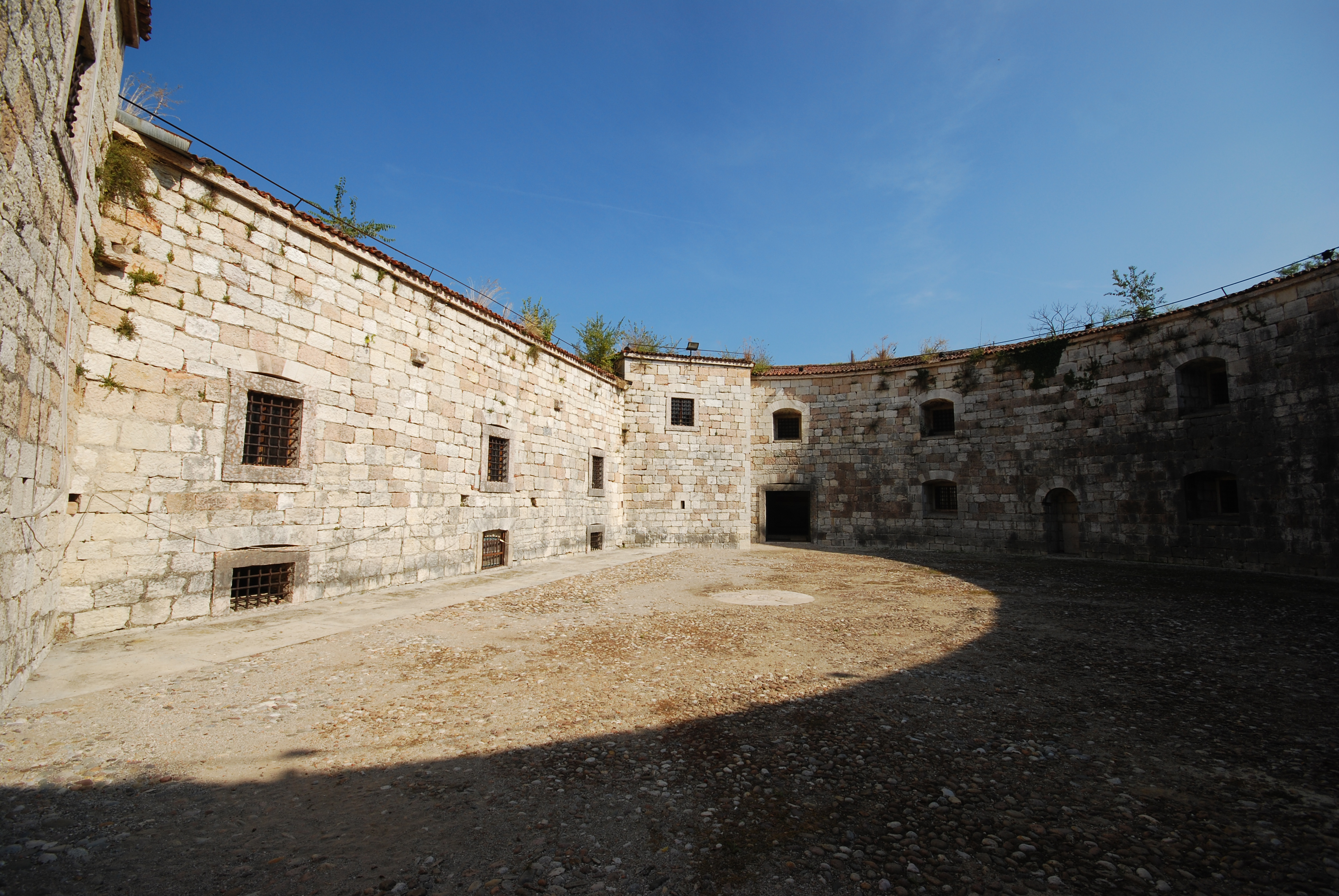
Interno del forte

## Armamento
- 11 cannoni
- 12 obici
- 2 mortai

## Guarnigione in tempo di guerra
- 600 uomini circa